# Bundestagswahlkreis Erzgebirgskreis I
Der Bundestagswahlkreis Erzgebirgskreis I (Wahlkreis 163; bis zur Bundestagswahl 2021 Wahlkreis 164) ist ein Bundestagswahlkreis in Sachsen, der zur Bundestagswahl 2009 neu gebildet wurde. Er umfasst den Erzgebirgskreis ohne das Gebiet des ehemaligen Landkreises Stollberg, das heißt ohne die Städte Lugau, Oelsnitz/Erzgeb., Stollberg/Erzgeb., Thalheim/Erzgeb., Zwönitz, die Gemeinden Auerbach, Burkhardtsdorf, Erlbach-Kirchberg, Gornsdorf, Hohndorf, Hormersdorf, Jahnsdorf/Erzgeb., Neukirchen/Erzgeb., Niederdorf, Niederwürschnitz sowie die in den Verwaltungsgemeinschaften Burkhardtsdorf, Lugau, Stollberg/Erzgeb. und Zwönitz zusammengeschlossenen Gemeinden.

## Bundestagswahl 2025
Thomas Dietz wurde mit 46,6 % der gültigen Erststimmen wiedergewählt. 
| Kandidaten                                             | Kandidaten                | Parteien/Listen       | Erststimmen | Erststimmen | Zweitstimmen | Zweitstimmen |
| Kandidaten                                             | Kandidaten                | Parteien/Listen       | Stimmen     | %           | Stimmen      | %            |
| ------------------------------------------------------ | ------------------------- | --------------------- | ----------- | ----------- | ------------ | ------------ |
|                                                        | Silvio Heider             | SPD                   | 10.741      | 6,6         | 10.740       | 6,6          |
|                                                        | Alexander Krauß           | CDU                   | 40.716      | 25,0        | 33.584       | 20,6         |
|                                                        | Philipp Riese             | Bündnis 90/Die Grünen | 2.597       | 1,6         | 3.646        | 2,2          |
|                                                        | Ulrike Harzer             | FDP                   | 3.579       | 2,2         | 4.798        | 2,9          |
|                                                        | Thomas Dietzgewählt im WK | AfD                   | 75.876      | 46,7        | 75.153       | 46,2         |
|                                                        | Jennifer Wolf             | Die Linke             | 11.121      | 6,8         | 11.360       | 7,0          |
|                                                        | Phillip Kirmse            | Freie Wähler          | 5.544       | 3,4         | 3.780        | 2,3          |
|                                                        | –                         | Tierschutzpartei      | –           | –           | 1.897        | 1,2          |
|                                                        | –                         | Die PARTEI            | –           | –           | 574          | 0,4          |
|                                                        | –                         | Piraten               | –           | –           | 177          | 0,1          |
|                                                        | –                         | Volt                  | –           | –           | 392          | 0,2          |
|                                                        | –                         | PdH                   | –           | –           | 102          | 0,1          |
|                                                        | –                         | MLPD                  | –           | –           | 53           | 0,0          |
|                                                        | –                         | Bündnis Deutschland   | –           | –           | 530          | 0,3          |
|                                                        | André Müller              | BSW                   | 10.288      | 6,3         | 16.031       | 9,8          |
|                                                        | Robby Schubert            | Einzelbewerber        | 2.175       | 1,3         | –            | –            |
| Gesamt                                                 | Gesamt                    | Gesamt                | 162.637     | 100         | 162.817      | 100          |
|                                                        |                           |                       |             |             |              |              |
| Ungültige Stimmen                                      | Ungültige Stimmen         | Ungültige Stimmen     | 1.683       | 1,0         | 1.503        | 0,9          |
| Wähler                                                 | Wähler                    | Wähler                | 164.320     | 80,9        | 164.320      | 80,9         |
| Wahlberechtigte                                        | Wahlberechtigte           | Wahlberechtigte       | 202.990     |             | 202.990      |              |
|                                                        |                           |                       |             |             |              |              |
| Quellen: Die Bundeswahlleiterin, Kandidaten – Ergebnis |                           |                       |             |             |              |              |

## Geschichte
Mit der Kreisreform von 2008 wurden auch die Wahlkreise in Sachsen grundsätzlich neu gestaltet. Das Gebiet des ehemaligen Mittleren Erzgebirgskreises gehörte bis zur Bundestagswahl 2009 zum ehemaligen Bundestagswahlkreis Freiberg – Mittlerer Erzgebirgskreis. Der ehemalige Bundestagswahlkreis Annaberg – Aue-Schwarzenberg ging vollständig im neuen Wahlkreis Erzgebirgskreis I auf. Zur Bundestagswahl 2013 wurde die Nummer des Wahlkreises von 165 in 164 geändert und zur Bundestagswahl 2025 in 163.

## Wahlkreisabgeordnete
| Wahl | Abgeordneter | Abgeordneter    | Partei | Stimmen in % |
| ---- | ------------ | --------------- | ------ | ------------ |
| 2009 |              | Günter Baumann  | CDU    | 40,3         |
| 2013 | 50,2         | Günter Baumann  | CDU    |              |
| 2017 |              | Alexander Krauß | CDU    | 34,7         |
| 2021 |              | Thomas Dietz    | AfD    | 31,7         |
| 2025 | 46,6         | Thomas Dietz    | AfD    |              |

## Historische Wahlergebnisse

### Bundestagswahl 2021
Der Erzgebirgskreis I wurde im 20. Deutschen Bundestag direkt von Thomas Dietz von der Partei AfD im Deutschen Bundestag vertreten. Er gewann am 26. September 2021 mit 50.571 Stimmen (31,7 Prozent) das Direktmandat. Neben Dietz zog Ulrike Harzer von der FDP über die Landesliste in den deutschen Bundestag ein. Im Januar 2022 rückte Clara Bünger (LINKE) in den Bundestag nach.
| Kandidaten                       | Kandidaten                | Parteien/Listen      | Erststimmen | Erststimmen | Zweitstimmen | Zweitstimmen |
| Kandidaten                       | Kandidaten                | Parteien/Listen      | Stimmen     | %           | Stimmen      | %            |
| -------------------------------- | ------------------------- | -------------------- | ----------- | ----------- | ------------ | ------------ |
|                                  | Thomas Dietzgewählt im WK | AfD                  | 50.571      | 31,7        | 48.794       | 30,6         |
|                                  | Alexander Krauß           | CDU                  | 40.550      | 25,4        | 31.340       | 19,6         |
|                                  | Clara Bünger              | LINKE                | 12.787      | 8,0         | 12.078       | 7,6          |
|                                  | Silvio Heider             | SPD                  | 23.650      | 14,8        | 28.848       | 18,1         |
|                                  | Ulrike Harzer             | FDP                  | 11.914      | 7,5         | 16.210       | 10,2         |
|                                  | Sebastian Walter          | GRÜNE                | 4.001       | 2,5         | 5.194        | 3,3          |
|                                  | –                         | Tierschutzpartei     | –           | –           | 2.966        | 1,9          |
|                                  | Carsten Staat             | Die PARTEI           | 2.422       | 1,5         | 1.650        | 1,0          |
|                                  | –                         | NPD                  | –           | –           | 914          | 0,6          |
|                                  | Andreas Schmiedel         | Freie Wähler         | 8.210       | 5,1         | 5.079        | 3,2          |
|                                  | –                         | Piraten              | –           | –           | 397          | 0,2          |
|                                  | –                         | ÖDP                  | –           | –           | 256          | 0,2          |
|                                  | Sophie Schilling          | V-Partei³            | 520         | 0,3         | 166          | 0,1          |
|                                  | –                         | MLPD                 | –           | –           | 58           | 0,0          |
|                                  | Grit Weiß                 | dieBasis             | 2.313       | 1,5         | 1.958        | 1,2          |
|                                  | Simon Haustein            | Bündnis C            | 2.069       | 1,3         | 1.940        | 1,2          |
|                                  | –                         | III. Weg             | –           | –           | 291          | 0,2          |
|                                  | –                         | DKP                  | –           | –           | 102          | 0,1          |
|                                  | –                         | Die Humanisten       | –           | –           | 150          | 0,1          |
|                                  | –                         | Gesundheitsforschung | –           | –           | 673          | 0,4          |
|                                  | –                         | Team Todenhöfer      | –           | –           | 323          | 0,2          |
|                                  | –                         | Volt                 | –           | –           | 248          | 0,2          |
|                                  | Sandro Reichel            | Einzelbewerber       | 488         | 0,3         | –            | –            |
| Gesamt                           | Gesamt                    | Gesamt               | 159.495     | 100         | 159.635      | 100          |
|                                  |                           |                      |             |             |              |              |
| Ungültige Stimmen                | Ungültige Stimmen         | Ungültige Stimmen    | 2.261       | 1,4         | 2.121        | 1,3          |
| Wähler                           | Wähler                    | Wähler               | 161.756     | 76,7        | 161.756      | 76,7         |
| Wahlberechtigte                  | Wahlberechtigte           | Wahlberechtigte      | 210.941     |             | 210.941      |              |
|                                  |                           |                      |             |             |              |              |
| Quellen: Die Bundeswahlleiterin, |                           |                      |             |             |              |              |

### Bundestagswahl 2017
| Kandidaten                       | Kandidaten                   | Parteien/Listen       | Erststimmen | Erststimmen | Zweitstimmen | Zweitstimmen |
| Kandidaten                       | Kandidaten                   | Parteien/Listen       | Stimmen     | %           | Stimmen      | %            |
| -------------------------------- | ---------------------------- | --------------------- | ----------- | ----------- | ------------ | ------------ |
|                                  | Alexander Kraußgewählt im WK | CDU                   | 56.716      | 34,7        | 50.759       | 31,0         |
|                                  | Klaus Tischendorf            | Die Linke.            | 24.808      | 15,2        | 23.090       | 14,1         |
|                                  | Sören Wittig                 | SPD                   | 14.707      | 9,0         | 15.452       | 9,4          |
|                                  | Karsten Teubner              | AfD                   | 49.465      | 30,2        | 47.952       | 29,2         |
|                                  | Sebastian Walter             | Bündnis 90/Die Grünen | 4.334       | 2,6         | 3.661        | 2,2          |
|                                  | −                            | NPD                   | –           | –           | 2.727        | 1,7          |
|                                  | Tino Günther                 | FDP                   | 11.820      | 7,2         | 12.106       | 7,4          |
|                                  | −                            | Piraten               | –           | –           | 531          | 0,3          |
|                                  | –                            | Freie Wähler          | –           | –           | 2.343        | 1,4          |
|                                  | –                            | BüSo                  | –           | –           | 98           | 0,1          |
|                                  | –                            | MLPD                  | –           | –           | 121          | 0,1          |
|                                  | −                            | BGE                   | –           | –           | 493          | 0,3          |
|                                  | −                            | DiB                   | –           | –           | 269          | 0,2          |
|                                  | −                            | ödp                   | –           | –           | 378          | 0,2          |
|                                  | −                            | PARTEI                | –           | –           | 1.424        | 0,9          |
|                                  | −                            | Tierschutzpartei      | –           | –           | 2.354        | 1,4          |
|                                  | −                            | V-Partei³             | –           | –           | 213          | 0,1          |
|                                  | Jörg Held                    | Einzelbewerber        | 1.702       | 1,0         | –            | –            |
| Gesamt                           | Gesamt                       | Gesamt                | 163.552     | 100         | 163.971      | 100          |
|                                  |                              |                       |             |             |              |              |
| Ungültige Stimmen                | Ungültige Stimmen            | Ungültige Stimmen     | 3.149       | 1,9         | 2.730        | 1,6          |
| Wähler                           | Wähler                       | Wähler                | 166.701     | 75,5        | 166.701      | 75,5         |
| Wahlberechtigte                  | Wahlberechtigte              | Wahlberechtigte       | 220.917     |             | 220.917      |              |
|                                  |                              |                       |             |             |              |              |
| Quellen: Die Bundeswahlleiterin, |                              |                       |             |             |              |              |

### Bundestagswahl 2013
| Kandidaten                       | Kandidaten                  | Parteien/Listen       | Erststimmen | Erststimmen | Zweitstimmen | Zweitstimmen |
| Kandidaten                       | Kandidaten                  | Parteien/Listen       | Stimmen     | %           | Stimmen      | %            |
| -------------------------------- | --------------------------- | --------------------- | ----------- | ----------- | ------------ | ------------ |
|                                  | Günter Baumanngewählt im WK | CDU                   | 79.318      | 60,3        | 73.098       | 55,2         |
|                                  | Andrea Schrutek             | Die Linke.            | 32.472      | 24,7        | 30.741       | 23,2         |
|                                  | Wolfgang Gunkel             | SPD                   | 19.143      | 14,6        | 20.114       | 15,2         |
|                                  | Heinz-Peter Haustein        | FDP                   | 10.246      | 7,8         | 5.828        | 4,4          |
|                                  | Bert Meyer                  | Bündnis 90/Die Grünen | 5.051       | 3,8         | 3.964        | 3,0          |
|                                  | David Schröer               | NPD                   | 8.425       | 6,4         | 6.398        | 4,8          |
|                                  | –                           | BüSo                  | –           | –           | 183          | 0,1          |
|                                  | –                           | MLPD                  | –           | –           | 133          | 0,1          |
|                                  | –                           | AfD                   | –           | –           | 12.119       | 9,2          |
|                                  | –                           | pro Deutschland       | –           | –           | 613          | 0,5          |
|                                  | –                           | Freie Wähler          | –           | –           | 2.551        | 1,9          |
|                                  | Sebastian Hacker            | Piraten               | 3.263       | 2,5         | 3.008        | 2,3          |
| Gesamt                           | Gesamt                      | Gesamt                | 131.445     | 100         | 132.435      | 100          |
|                                  |                             |                       |             |             |              |              |
| Ungültige Stimmen                | Ungültige Stimmen           | Ungültige Stimmen     | 3.115       | 2,3         | 2.125        | 1,6          |
| Wähler                           | Wähler                      | Wähler                | 134.560     | 70,2        | 134.560      | 70,2         |
| Wahlberechtigte                  | Wahlberechtigte             | Wahlberechtigte       | 191.550     |             | 191.550      |              |
|                                  |                             |                       |             |             |              |              |
| Quellen: Die Bundeswahlleiterin, |                             |                       |             |             |              |              |

### Bundestagswahl 2009
| Kandidaten                       | Kandidaten                  | Parteien/Listen       | Erststimmen | Erststimmen | Zweitstimmen | Zweitstimmen |
| Kandidaten                       | Kandidaten                  | Parteien/Listen       | Stimmen     | %           | Stimmen      | %            |
| -------------------------------- | --------------------------- | --------------------- | ----------- | ----------- | ------------ | ------------ |
|                                  | Günter Baumanngewählt im WK | CDU                   | 63.211      | 40,3        | 60.413       | 38,5         |
|                                  | Sebastian Vogel             | SPD                   | 17.168      | 11,0        | 18.846       | 12,0         |
|                                  | Andrea Schrutek             | Die Linke.            | 37.166      | 23,7        | 39.545       | 25,2         |
|                                  | Heinz-Peter Haustein        | FDP                   | 23.820      | 15,2        | 22.051       | 14,1         |
|                                  | Hartmut Kahl                | Bündnis 90/Die Grünen | 5.896       | 3,8         | 5.919        | 3,8          |
|                                  | Ulrich Pätzold              | NPD                   | 7.930       | 5,1         | 7.876        | 5,0          |
|                                  | –                           | BüSo                  | –           | –           | 1.157        | 0,7          |
|                                  | –                           | REP                   | –           | –           | 618          | 0,4          |
|                                  | –                           | MLPD                  | –           | –           | 373          | 0,2          |
|                                  | Markus Peuschel             | Einzelbewerber        | 1.580       | 1,0         | –            | –            |
| Gesamt                           | Gesamt                      | Gesamt                | 156.771     | 100         | 156.798      | 100          |
|                                  |                             |                       |             |             |              |              |
| Ungültige Stimmen                | Ungültige Stimmen           | Ungültige Stimmen     | 2.884       | 1,8         | 2.857        | 1,8          |
| Wähler                           | Wähler                      | Wähler                | 159.655     | 64,5        | 159.655      | 64,5         |
| Wahlberechtigte                  | Wahlberechtigte             | Wahlberechtigte       | 247.624     |             | 247.624      |              |
|                                  |                             |                       |             |             |              |              |
| Quellen: Die Bundeswahlleiterin, |                             |                       |             |             |              |              |